# 相模町 (越谷市)
相模町（さがみちょう）は、埼玉県越谷市にある町名。現行行政地名は相模町一丁目から七丁目。郵便番号は343-0823。

## 地理
越谷市の南中部に位置する。北部を元荒川および逆川が流れ、地区内を八条用水が流れる。西部には葛西用水路が流れる。一部がレイクタウンに編入された。地名の由来は大相模不動尊に由来する大相模地区の中心地であったことから。

## 歴史
- 1971年（昭和46年）9月1日 - 大字西方、東方、伊原、登戸の各一部から相模町一〜七丁目が成立[4]。
- 1983年（昭和58年）3月16日 - 相模町一丁目・四丁目の各一部が流通団地に編入。
- 2014年（平成26年）11月15日 - 越谷レイクタウン特定土地区画整理事業の完了に伴い相模町三丁目の一部、相模町五丁目の一部がレイクタウンとなる。
- 2016年（平成28年）4月1日 - 地内の大相模地区センターを「大相模地区センター・公民館」に名称変更する[5]。

## 世帯数と人口
2018年（平成30年）3月1日現在の世帯数と人口は以下の通りである。
| 丁目         | 世帯数    | 人口    |
| ------------ | --------- | ------- |
| 相模町一丁目 | 806世帯   | 1,864人 |
| 相模町二丁目 | 344世帯   | 876人   |
| 相模町三丁目 | 157世帯   | 392人   |
| 相模町四丁目 | 62世帯    | 154人   |
| 相模町五丁目 | 303世帯   | 703人   |
| 相模町六丁目 | 348世帯   | 862人   |
| 相模町七丁目 | 243世帯   | 519人   |
| 計           | 2,263世帯 | 5,370人 |

## 小・中学校の学区
市立小・中学校に通う場合、学区（校区）は以下の通りとなる。
| 丁目         | 番地                                | 小学校               | 中学校               |
| ------------ | ----------------------------------- | -------------------- | -------------------- |
| 相模町一丁目 | 全域                                | 越谷市立西方小学校   | 越谷市立大相模中学校 |
| 相模町二丁目 | 全域                                | 越谷市立西方小学校   | 越谷市立大相模中学校 |
| 相模町三丁目 | 全域                                | 越谷市立大相模小学校 | 越谷市立大相模中学校 |
| 相模町四丁目 | 全域                                | 越谷市立西方小学校   | 越谷市立大相模中学校 |
| 相模町五丁目 | 全域                                | 越谷市立大相模小学校 | 越谷市立大相模中学校 |
| 相模町六丁目 | 1〜374、378 382〜417、421 427〜9999 | 越谷市立大相模小学校 | 越谷市立大相模中学校 |
| 相模町六丁目 | その他                              | 越谷市立西方小学校   | 越谷市立大相模中学校 |
| 相模町七丁目 | 全域                                | 越谷市立西方小学校   | 越谷市立大相模中学校 |

## 交通
地内に鉄道は敷設されていない。

### 道路
- 埼玉県道52号越谷流山線
- 埼玉県道115号越谷八潮線
- 大相模不動尊通り
- 不動橋通り
- あいさつ通り

## 寺社・史跡
- 日枝神社
- 大聖寺（大相模不動尊）
- 十一面観音堂

## 施設
- 越谷市立大相模中学校
- の〜びる保育園
- 大相模歴史資料館
- 越谷相模町郵便局
- 大相模地区センター・公民館[5] - 旧称「大相模地区センター」
- 埼友クリニック
- 栃木銀行